# Cheumatopsyche oxa
Cheumatopsyche oxa är en nattsländeart som beskrevs av Ross 1938. Cheumatopsyche oxa ingår i släktet Cheumatopsyche och familjen ryssjenattsländor. Inga underarter finns listade i Catalogue of Life.